# Burgess (Misuri)
Burgess es un pueblo ubicado en el condado de Barton en el estado estadounidense de Misuri. En el Censo de 2010 tenía una población de 57 habitantes y una densidad poblacional de 297,4 personas por km².

## Geografía
Burgess se encuentra ubicado en las coordenadas 37°33′22″N 94°36′55″O / 37.55611, -94.61528. Según la Oficina del Censo de los Estados Unidos, Burgess tiene una superficie total de 0.19 km², de la cual 0.19 km² corresponden a tierra firme y (0%) 0 km² es agua.

## Demografía
Según el censo de 2010, había 57 personas residiendo en Burgess. La densidad de población era de 297,4 hab./km². De los 57 habitantes, Burgess estaba compuesto por el 98.25% blancos, el 0% eran afroamericanos, el 0% eran amerindios, el 0% eran asiáticos, el 0% eran isleños del Pacífico, el 0% eran de otras razas y el 1.75% pertenecían a dos o más razas. Del total de la población el 5.26% eran hispanos o latinos de cualquier raza.